# Dominik Trach z Březí
Dominik Trach z Březí (* 1781, Zámrsk, Těšínské Slezsko – 1861, Moravská Ostrava, Rakousko-Uhersko). Syn barona Zikmunda Tracha z Březí, na Zámrsku, také majitele panství Ruda ve Slezsku, panství Apathy a Vinicy v Maďarsku, a Anny Eleonory rozené Fenzel z Dubovce.

## Život
Rod Trachů z Březí byl rod s dlouhou vojenskou tradicí. Dominik nastoupil 1. května 1797 ve věku 16 let k C. a k. Pěšímu pluku hraběte Colloreda (56. pěší pluk, německá uniforma, od roku 1784 mu velel Wenzel Joseph von Colloredo-Mels und Wallsee). V listopadu 1798 byl povýšen na nadporučíka. nastoupil k nově vzniklému 2. hulánskému pluku Prince ze Schwarzenbergu (k.u.k. Ulanenregiment „Fürst zu Schwarzenberg“ Nr. 2). V roce 1799 během letní ofenzívy francouzských vojsk v Německu prodělal křest ohněm, jeho kůň byl v bitvě zasažen a on při pádu z něj byl vážně zraněn. V roce 1800 při bitvě u Hohenlinden byl vážně zraněn střepinou do pravého oka. V roce 1801 byl povýšen do hodnosti nadporučíka, v roce 1805 pak kapitána. Účastnil se dalších bitev: u Znojma (duben 1809), u Aspernu (květen 1809), Wagramu (červenec 1809). Během bojů ztratil dva koně a sám byl těžce raněn do levé nohy. Jeho jméno je zapsáno na čestném seznamu důstojníků C. a k. armády, kteří se vyznamenali v bitvách.
V roce 1814 byl jmenován majorem. V bitvě u Brienne 29. ledna 1814, kdy byla poražena pruská královská armáda vedená Hansem Ernstem Karlem von Zieten, se mu podařilo se svou kavalerií dvakrát prolomit bojovou linii, za to 7. března 1814 dostal od ruského cara Alexandra I. Pavloviče v Troyes vyznamenání - Řád sv. Anny II. třídy.
Také v bitvě u Nangis, v předvečer bitvy u Montmirailu (11. únor 1814) dokázal svou odvahu a statečnost. K jeho divizi se měl připojit 11. Bavorský pěší pluk s baterii. Poté, co byl tento pluk napaden čtyřmi Napoleonovými kavalériemi a byl nucen ustoupit. Přidal se k němu major Trach, spolu se 40 muži (hulány) a s ním generál baron Leopold von Geramb, se 40 husary, kteří se vrhli proti nepřátelské přesile, aby ji zabránili v postupu. Za tento čin dostal Vojenský řád Maxe Josefa.
Po roce 1815, tedy po konci Napoleonských válek, se přesunul do Čech, pobýval ve Strážnici. Kde byl v roce 1820 povýšen na podplukovníka. Vzhledem k počtu zranění a prodělaným válečným útrapám požádal v roce 1823 o odchod z Rakousko-uherské armády. Tomu bylo vyhověno a dopisem mu bylo sděleno: "císař doufá a přeje si, aby plukovník poručík von Trach byl po dlouhém odpočinku, i ve svém pokročilém věku, schopen nadále mu sloužit." U 2. hulánského pluku sloužil celých 26 let.
V roce 1824 se přestěhoval do Radvanic, kde získal majetek po svém otci, který později prodal a přestěhoval se do Moravské Ostravy. V roce 1835 mu byl udělen titul čestný titul plukovníka. V roce 1837 mu bylo uděleno místo v nadaci Marie Terezie, spolu s patřičným nadačním titulem (osvědčení o členství).
V roce 1841 založil Střelecký klub v Moravské Ostravě, který patřil v C. a K. monarchii mezi nejmladší asociace střelců.

## Rodina
Plukovník Trach byl poslední žijící mužský člen tohoto rodu. Nezanechal po sobě žádné potomky.
Jeho sestra Johana Josefa Eleonora baronka Trach z Březí (1789–1870), dáma řádu Hvězdového kříže, se provdala za Filipa Ludvíka barona Saint-Genois (1790 – 31. červenec 1857, Baden, Vídeň, Rakousko), C. a k. komoří a tajný rada, rytíř rakouského řádu Leopolda a čestný rytíř Suverénního Maltézského řádu. Spolu měli tři děti: Alexandra Ludvíka Filipa Arnolda (1811–1819), Mořice Vincenta Jana Nepomuckého Ferdinanda (1816–1886) a Marii Alexandru Julii Eleanoru (1820–1888).

## Majetek
Majetek po otci v Radvanicích.

## Mecenášství
Plukovník Trach, během třiceti let, které strávil v Moravské Ostravě, byl dobrodincem pro místní chudé. Město jej za to poctilo čestným občanstvím.